# Tswelopele Cornelia Moremi
Tswelopele Cornelia Moremi (* 18. Januar 1954; † 26. März 2018 in Berlin) war eine botswanische Diplomatin.

## Leben
Sie studierte an der Universität von Botswana und am Institute of Development Studies in Den Haag in den Niederlanden.
1978 trat sie in den Dienst des botswanischen Ministeriums für Finanzen und Entwicklungsplanung ein. Nach einiger Zeit übernahm sie die leitende Funktion als Koordinatorin für Programme zur Entwicklung des ländlichen Raums. 1993 wurde sie ständige Sekretärin im Ministerium für Handel und Industrie. Sie war damit die zweite Frau in Botswana, die diese hohe Verwaltungsposition erreichte. Auf sie ging insbesondere auch die Initiative zur Umstrukturierung des Ministeriums zurück, in deren Folge das Ministerium in die Ministerien für Handel und Industrie und das Ministerium für Umwelt, Wildtiere und Tourismus aufgegliedert wurde. Die Funktion hatte sie bis 2003 inne. Sie leitete auch die Verhandlungen, die 2002 zur Neufassung der Verträge des Zollunion des Südlichen Afrikas (SACU) führten.
Von 2004 bis 2014 war sie Direktorin der Zollunion des Südlichen Afrika. 2014 wurde sie bis zu ihrem Tod die erste in Deutschland ansässige Botschafterin Botswanas.